# Vovcea Hora, Iavoriv
Vovcea Hora (în ucraineană Вовча Гора) este un sat în comuna Svîdnîțea din raionul Iavoriv, regiunea Liov, Ucraina.

## Demografie
Componența lingvistică a localității Vovcea Hora
     Ucraineană (100%)
Conform recensământului din 2001, toată populația localității Vovcea Hora era vorbitoare de ucraineană (100%).